# 希塞尔
希塞尔是德国莱茵兰-普法尔茨州的一个市镇。总面积2.13平方公里，总人口14人，其中男性4人，女性10人（2011年12月31日），人口密度7人/平方公里。